# Tárcsapajzs

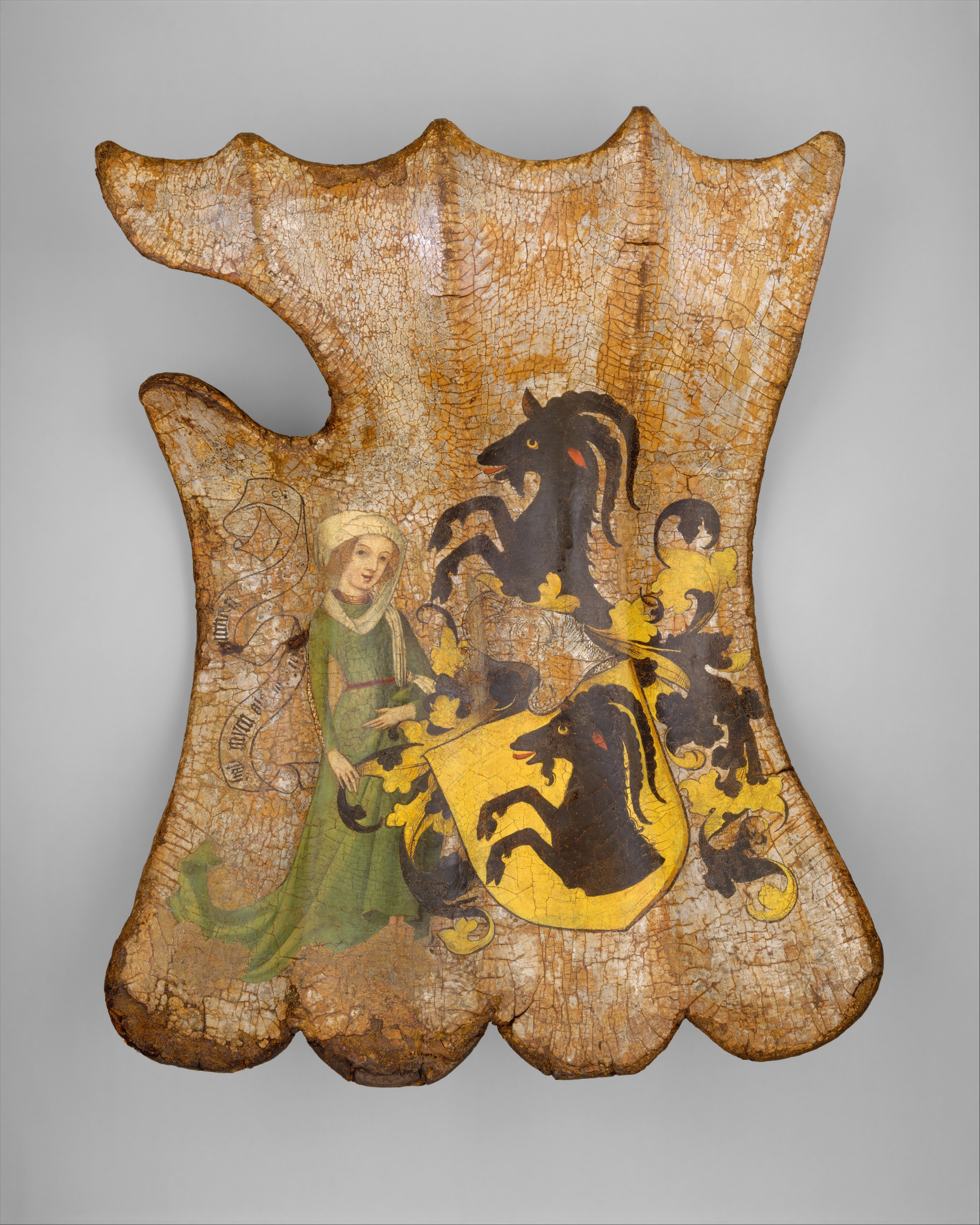
Tárcsapajzs

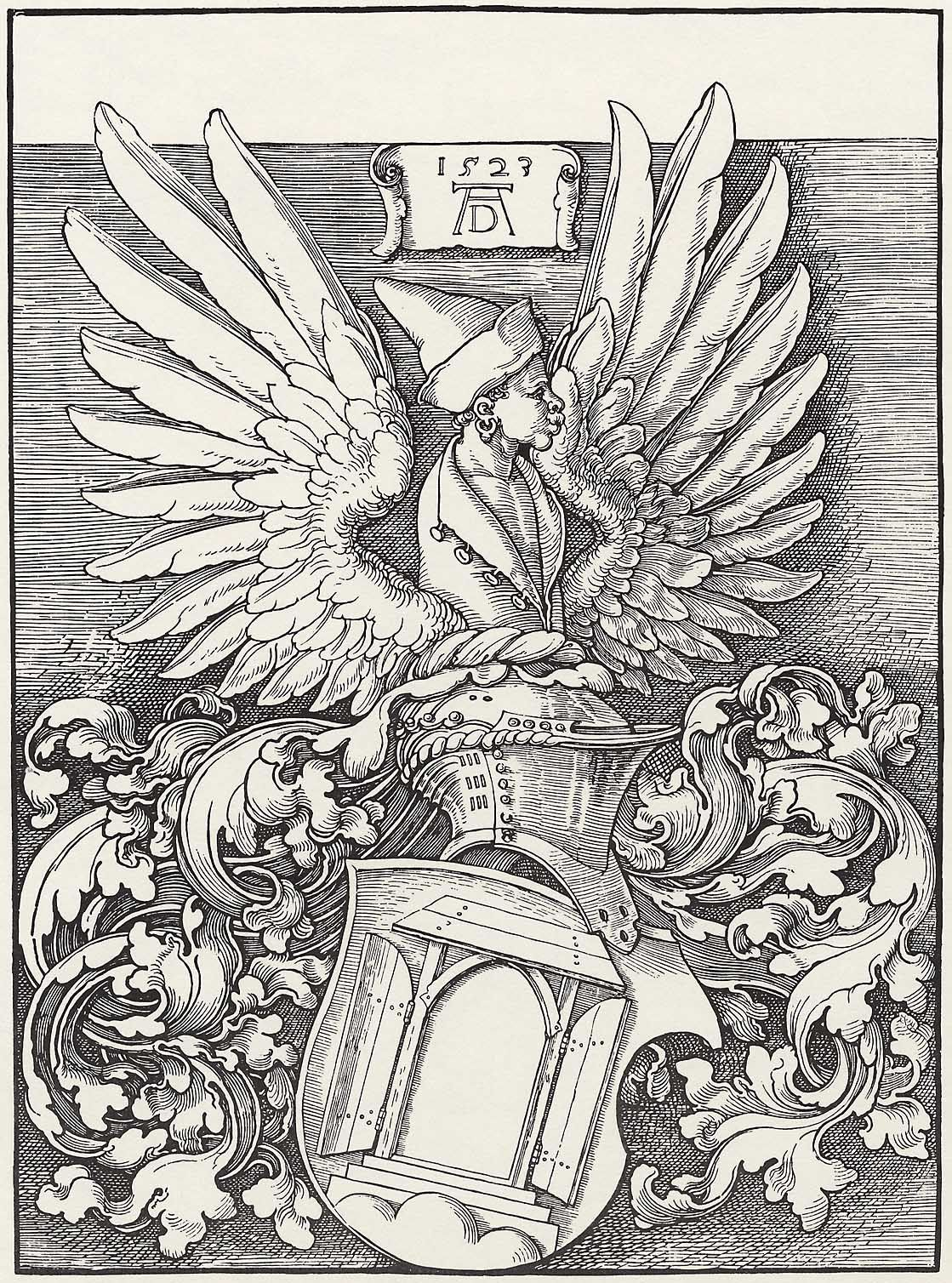
Művészi tárcsapajzs Dürer saját kezűleg megrajzolt beszélő címerében (1523)

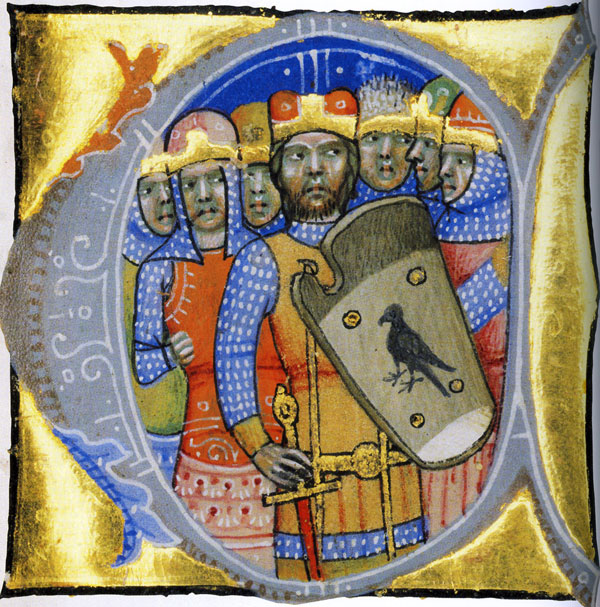
Korai tárcsapajzs a Képes krónikából

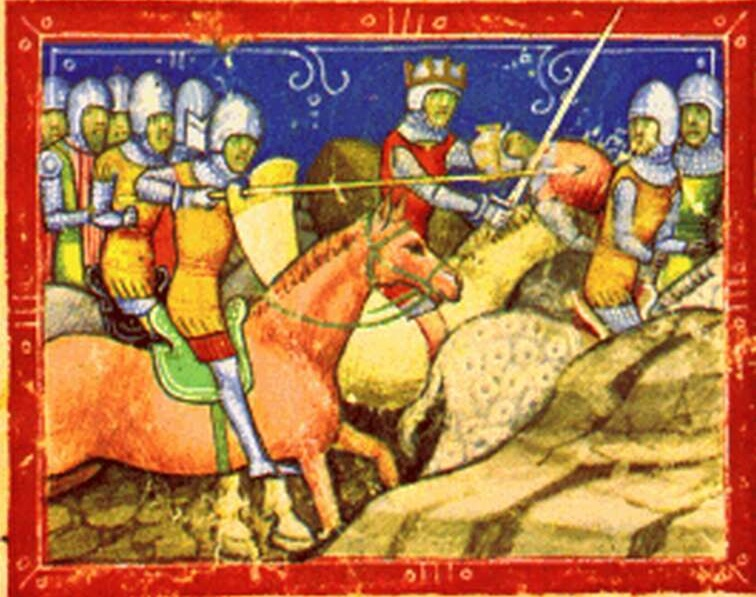
A tárcsapajzs használata a csatában a Képes krónikából

A tárcsapajzs az élő heraldika korának boltozott pajzsa, a legtöbb mai heraldikai pajzsforma őse. A tárcsa eredetileg mindenféle kisméretű pajzsot jelentett, mindenféle, a háromszögűtől eltérő pajzsot. Különösen a kis kerek pajzsot nevezték így. Egyes szerzők a gyalogság pajzsát különböztették meg általa a lovagokétól.
A heraldikában a 14. század elején megjelent olyan speciális pajzsot jelent, melyet a lovagi tornákon használtak és a lándzsa számára bevágással (horonnyal) látták el. A 14-15. században főleg Németországban és Itáliában volt gyakori. A lovagi tornán ténylegesen is használt tornapajzs volt, melyre eredetileg nem festettek címert, legfeljebb rutapajzsra helyezett címert, miként az a Képes krónika ábrázolásain is látható. Eredetileg a teknőspáncélhoz hasonló fodros felületű volt, melyről a kopjadöfések jobban lecsúsztak.

## Nevének eredete
A név eredetére különféle magyarázatok születtek. A legvalószínűbbek az arab darâka (pajzs) és a szláv tarcica (deszka). Úgy tűnik, hogy a tárcsapajzs egy szláv négyszögű pajzsból vezethető le, noha a legkorábbi tárcsapajzsok ovális alakúak voltak, a jobb felső sarokban bevágással a lándzsa számára. Seyler a "tarč", "terč" 'céltábla' szó etimológiája miatt szláv eredetűnek tartotta. Beaumont a francia targe szó arab eredetére mutat rá (az ófranciában 1080-tól kimutatható), melynek jelentése pajzs, pajzsocska. Az arabban a (teknős)páncél jelentésével is összekapcsolódott. 
Az olasz "targa" értelme is pajzs, pajzsocska volt. A magyar tárcsa szó német eredetű, melynek forrása megegyezik a tárgy szó eredetijével, az ófrancia targe 'pajzs, hordozható fedezék' szóval. A régi íróknál mindenféle pajzsot, védőberendezést jelentett, a 15. században azonban már főképp a pajzsot jelölte, amelyet a lovasok és íjászok hordtak. A francia szó germán eredetű ugyan, de a magyarba a tárcsa a franciából került. Másik jelentése, a 'cél, céltábla' a lovagi tornákon, a hadi gyakorlatokon a hajítás és a lőfegyverekkel való felkészüléskor használt pajzsra megy vissza.

## Kialakulása
A 14. század első felében, közepén jelent meg Itáliában, amely a háromszög alakú pajzsok helyébe lépett. Ez a pajzsforma nagyon alkalmas volt az ellenfél lándzsadöfésének felfogására és a lándzsa eltörésére, ezért ez lett a tornapajzsok alapja. A 15. század közepére kifejlődött egy olyan V alakú szíjazat, mely lehetővé tette viselését az alsókaron, miközben a bal kéz a gyeplőt is tartani tudta. A 15. században a bal kézhez eső sarka ívben felemelkedett, a jobb kéznél viszont egy kopjatartó kivágás alakult ki. A 16. században e pajzstípus méreteiben megnövekedett, a kivágás viszont megszűnt, s a magyar huszárság felszerelésének része lett. Európai udvarokban magyar közvetítéssel terjedt el, mint a lovagi tornák egyik fő kelléke.
A 14. századtól a test védelmét egyre jobban átvette a lemezpáncél. Ezért a pajzs védelmi funkciója csökkent. Ennek megfelelően a tárcsapajzsokat egyre kevésbé használták és egyre kisebbek lettek. Így pl. a Marburgi Egyetemen elhelyezett 1400 körüli egyes tárcsapajzsok mérete mindössze 49,6 x 36,8 cm. Az egyre teljesebbé váló lemezpáncélzat a pajzsokat fölöslegessé tette és a 15. század végén, a 16. század folyamán a vértezetbe integrált elemként (de: Stechmantel), tárcsaként (de: Stechtartsche) maradtak fenn.
Kb. 1500-ig kedvelt címerpajzs volt. A 14-15. századtól már címert is festettek rá, és föléje sisakot helyeztek sisakdísszel és sisaktakaróval. Leggyakrabban hosszúkás négyszög volt, eredetileg a jobb felső sarokban kör- vagy U alakú bevágással a kopja megtámasztására, majd a bevágás bal oldalon jelent meg. Előfordult ovális alakú tárcsapajzs is, mint pl. a szepeshelyi freskón és az erdőfülei falképen. A 14. század jellegzetes pajzsformája látható a Képes krónikában, a bántornyai falfestményen és más forrásokban, melyeken leggyakrabban az államcímer motívumai jelennek meg (Szepeshely, Kakaslomnic, Svábfalva, Karaszkó, Zsegra).
Magyarországon a 15. század végén a lovastárcsa is átalakult. A magyar tárcsapajzs (de: ungarische Tartsche) a könnyűlovasság különleges, a pavesehez hasonló pajzsa volt. Az alja négyszög alakú, a tetejét azonban a közepénél balfelé átlósan levágták, hogy jobban ki lehessen mögüle látni. Későbbi változatát lándzsatartó nyílással is ellátták. A korábbi tárcsapajzsokkal szemben ezek konvex módon íveltek, míg a szokványos tárcsapajzsok függőlegesen és vízszintesen konkáv ívelésűek voltak. Felső szintjét a jobb felső sarok felé ívben megemelték, majd egészét kiszélesítették, miáltal nemcsak a mellet, hanem a bal vállat is védte. Ez lett a korai huszárság általános védőfegyvere, de 1570 körül eltűnt a huszárok fegyverzetéből, mert gátolta a gyors, könnyed mozgást.
A bevágással (en: bouche, notch, lance rest) ellátott tárcsapajzs volt az utolsó heraldikai pajzs, melyet néha a csatában is viseltek. A mindkét oldalon bevágással ellátott tárcsapajzsot, a reneszánsz pajzsot már sem a háborúban, sem a lovagi tornán nem használták, hiszen a lándzsatörésnél csak egy bevágásra volt szükség. Itt már pusztán heraldikai pajzsról van szó, melyet a szimmetria kedvéért láttak el kétoldali bevágásokkal.
A 15. század folyamán a tárcsapajzs felszínét kör alakú bevágásokkal, külön peremmel, csipkézettel látták el. Ezek erős befolyással voltak a későbbi barokk és rokokó kartusokra. A reneszánszban a szimmetria kedvéért a bevágást mindkét oldalon kialakították. Oldalanként több bevágást is eszközöltek, a pajzs oldala pedig gyakran fodros lett. Dekoratív adottságait a művészek főleg a 15-16. században használták ki. Így a tárcsapajzsból változatos, sokszor túldíszített, elkorcsosult reneszánsz pajzsformák jöttek létre, melyek már csak a heraldikában fordultak elő, ténylegesen nem használták. Ezt reneszánsz pajzsnak is nevezik. A fodros oldalú pajzsok egyik változata a lófejpajzs. A tárcsapajzsok kései dekadens formái a kései barokk kartusok.
A tárcsapajzsokon ábrázolt címerképeknek mindig a bevágás felé kell nézniük. Ha a házassági címerben két tárcsapajzs van egymás mellé támasztva, a két pajzsot egymás tükörképének kell tekinteni, így a kivágások egymás mellé kerülnek.

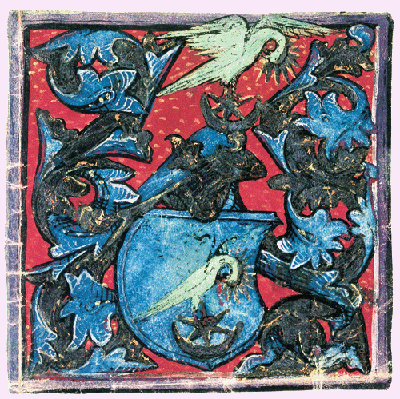
Bevágás nélküli tárcsapajzs a Mérei címerben
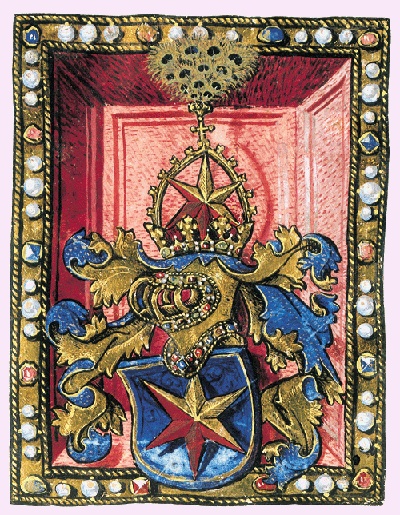
Bevágás nélküli tárcsapajzs a Szentgyörgyi és Bazini grófok címerében
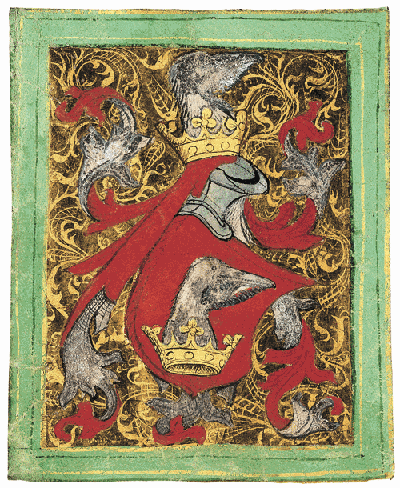
Bevágás nélküli tárcsapajzs a Pogány család címerében
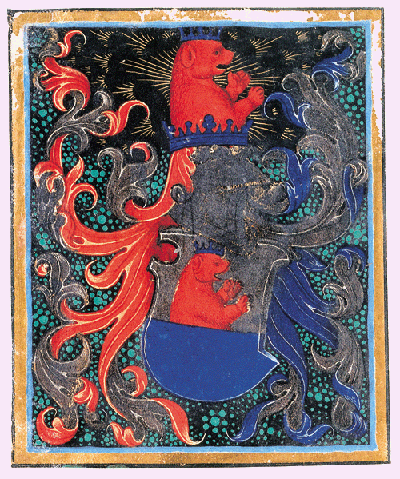
Tárcsapajzs bevágással a jobb oldalon az enyingi Török család címerében
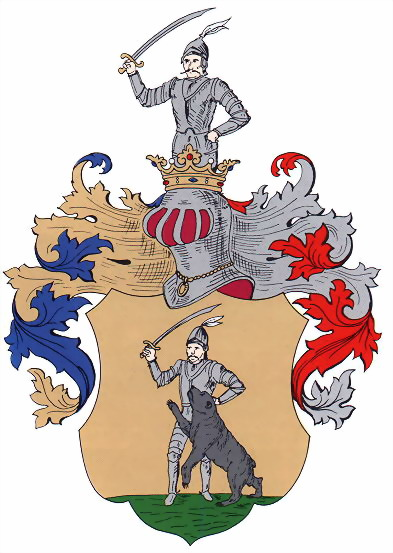
Csücskös talpú tárcsapajzs kétoldali hajlatokkal, melyek a bevágásokból alakultak ki
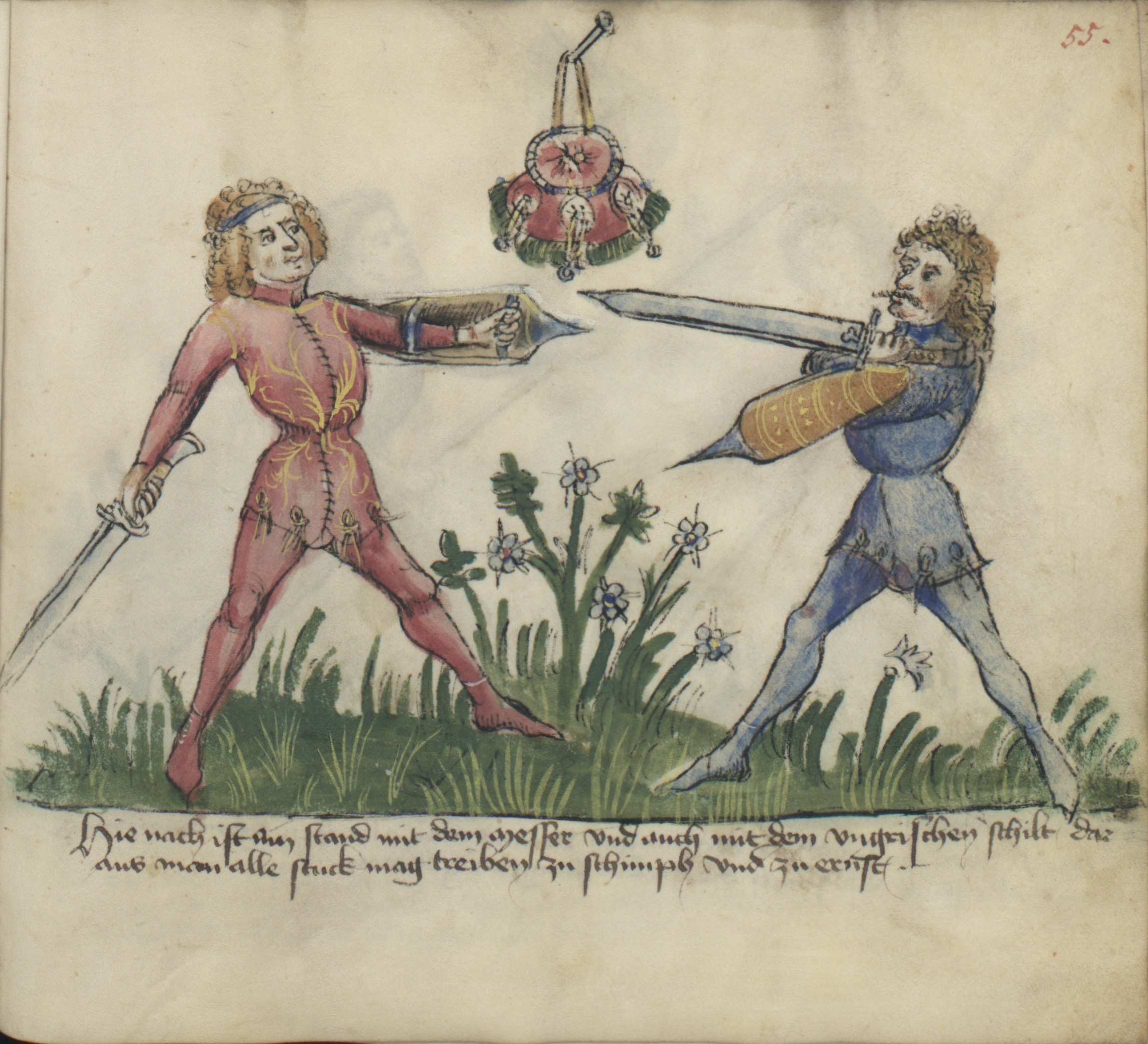
Párbajhoz használt alkarvédő „magyar“ (tárcsa)pajzs (de: ungarische Schild) a német Gladiatoria című vívókönyvből (ismeretlen szerző, 1425-1475 körül)
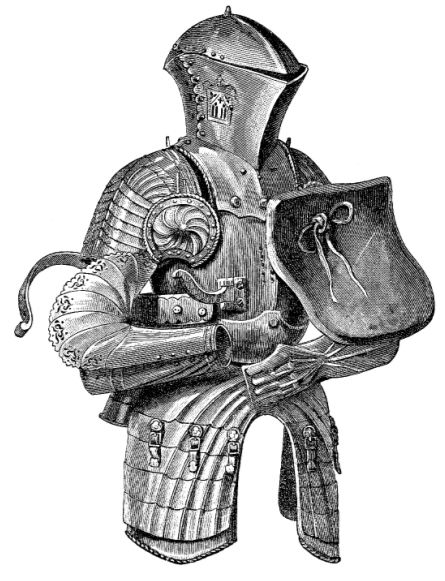
A tárcsapajzs felerősítése a lovagi vértre a lovagi tornán